# Rapisma burmanum
Rapisma burmanum là một loài côn trùng trong họ Rapismatidae thuộc bộ Neuroptera. Loài này được Navás miêu tả năm 1929.